# Гавран
Гавран је заједнички назив неколико крупнијих врста из рода врана (Corvus) породице врана (Corvidae). У говорном језику заједнички назив за крупније врсте из рода Corvus је гавран, а за ситније врсте је врана. 
Највеће врсте гаврана су обични гавран и дебелокљуни гавран. 

## Врсте
- Беловрати гавран –
- Обични гавран –
- Аустралијски гавран –
- Дебелокљуни гавран –
- Чивавски гавран –
- Мали гавран –
- Краткорепи гавран –
- Пустињски гавран –
- Тасманијски гавран –

### Изумрле врсте
- †Чатамски гавран –
- †Новозеландски гавран –
- †Фарски гавран –

## Распрострањеност
Гаврани насељавају континенте Европу, Азију, Африку, Северну Америку и Аустралију. 